# 박장원 영정
박장원 영정은 대한민국 충청남도 천안시 동남구 삼룡동에 있다. 1995년 5월 10일 천안시의 향토문화유산 제39호로 지정되었다.

## 개요
박문수 증조부로서 사대부 영정이다.